# Дато II Луп (граф Бигорра)
Дато II Луп (фр. Dato II Loup; ум. ок. 940) — граф Бигорра с ок. 910 года.

## Биография

### Правление
Документально родство Дато II с предыдущим графом не подтверждено. По предположению аббата Монлезёна, Дато Луп был сыном графа Бигорра Лупа I Доната. Дато унаследовал Бигорр около 910 года. О его правлении практически ничего не известно.
В современных Дато II документах не говорится о том, кто была его жена и были ли у него дети. Следующим известным графом Бигорра был Раймунд (Рамон) I Дата. Из «Кодекса Роды» известно, что матерью Раймунда была Лупа Санчес, незаконнорождённая дочь короля Памплоны (Наварры) Санчо I Гарсеса. На основании патронима «Дат» историк Ж. Журген сделал предположение, что мужем Лупы и отцом Раймунда был граф Дато II Луп. Кроме того, по мнению Жургена, у Дато было ещё несколько сыновей.
Умер Дато около 940 года, ему наследовал Раймунд I.

### Брак и дети
1-я жена: Лупа Санчес, незаконнорождённая дочь короля Памплоны (Наварры) Санчо I Гарсеса. Дети:
- Раймунд (Рамон) I Дат (ум. ок. 956), граф Бигорра с ок. 940[1][2]
- Ориоль Дат (ум. после 997), родоначальник графов д’Ор и виконтов де Ла Барт и д’Ор[1]

2-я жена: N. Дети:
- Одон I Дат (ум. после 1009), родоначальник виконтов де Монтанер[1]
- Санш Дат (ум. после 1000), родоначальник виконтов д’Астер[1]
- Донат Дат (ум. после 995)[1]
- Эрришо Дат (ум. после 995)[1]
- Гарсия Дат (ум. после 1000)[1]